# ليوني ماير (مغنية)
ليوني ماير (بالهولندية: Leonie Meijer)‏ هي مغنية هولندية، ولدت في 4 سبتمبر 1985 في روتردام في هولندا.

## وصلات خارجية
- الموقع الرسمي
- ليوني ماير على موقع IMDb (الإنجليزية)
- ليوني ماير على موقع ميوزك برينز (الإنجليزية)
- ليوني ماير على موقع ديسكوغز (الإنجليزية)